# Jacques Nicolas Ernest Germain de Saint-Pierre
Jacques Nicolas Ernest Germain de Saint-Pierre (1 tháng 12 năm 1814 tại Saint-Pierre-le-Moûtier – 28 tháng 6 năm 1882 tại Hyères) là một nhà thực vật học người Pháp. Chi thực vật Germainia thuộc họ Hòa thảo được đặt để vinh danh ông.
Ông là một trong 15 thành viên sáng lập của Société botanique de France (SBF), tổ chức hỗ trợ nghiên cứu thực vật học này ra đời ngày 24 tháng 5 năm 1854.

## Công trình nghiên cứu
- Atlas de la Flore des Environs de Paris (Atlas hệ thực vật vùng xung quanh Paris), với Ernest Cosson (1819-1889), 1845
- Guide du botaniste ou Conseil pratique sur l'étude de la botanique (Cẩm nang nghiên cứu dành cho nhà thực vật học), được chỉnh sửa bởi Victor Masson, 1852
- Nouveau Dictionnaire de botanique comprenant la description des familles naturelles, les propriétés médicales et les usages économiques des plants, la morphologie et la biologie des végétaux (Từ điển mới của thực vật học bao gồm các mô tả về họ tự nhiên, dược tính, kinh tế, hình thái và sinh học thực vật), 1870.[1]